# グリンカ記念合唱学校
グリンカ記念合唱学校 (グリンカきねんがっしょうがっこう、ロシア語: Хоровое училище имени Михаила Ивановича Глинки、英語: Glinka Choir School) は、ロシアのサンクトペテルブルク市が運営している専門教育機関で、以前はサンクトペテルブルク国立アカデミーカペラに所属していた。
一般教育課程と専門の音楽教育課程が同時に行われている。合唱指揮のコースでは指導者も養成され、合唱指揮と教師の資格を取得できる。修了年限は11年で、男子のみが入学できる。4-6年次と9-11年次の生徒は青少年合唱団に参加し、コンサートに出場している。必修の音楽科目のほかに、器楽演奏を学ぶこともできる。学費は無料で、他の地域から来た学生のための寄宿舎もある。
卒業生の多くは大学の合唱科、指揮科、あるいは声楽科、音楽理論科、ピアノ科に進み、さらにはオペラ科やオーケストラのコースに行く。主要な就職先は、合唱団、合唱やオーケストラの指揮者、オペラのソリスト、そして教師である。

## 歴史
合唱学校は正式には1944年の創立である (当初は「音楽合唱学校」という名称で、1945年から「合唱学校」となり、1954年には「グリンカ記念」が冠せられた) 。しかしながら学校は元々サンクトペテルブルク国立アカデミーカペラに所属していて、長い歴史がある。カペラは15世紀モスクワに創設の君主詠唱合唱団に始まり、1703年にサンクトペテルブルクに移った (「カペラ」の名称は18世紀末につけられた) 。当初は男声合唱団で、いつからか少年の児童合唱も加わるようになった。 
児童合唱は当初は歌うことだけに従事していたが、18世紀になって彼らに恒常的なトレーニングをする試みが始まった。1740年にロシア皇帝アンナは、少年たちに楽器の指導もするために、合奏指揮者にヨハン・ヒューブナーを任命する勅令をだした。1766年には、少年たちに一般教養と外国語の訓練をするという理事会の提案を、カペラ監督は承認した。1834年と1839年に、少年たちに楽器演奏の新しいトレーニングの試みが始まった。しかし音楽監督のアレクセイ・リヴォフがカペラで楽器演奏の恒常的な指導に成功したのは、1859年になってからだった。バラキレフとリムスキー＝コルサコフは1884年に器楽演奏クラスを再編成し、音楽院のカリキュラムに近づけた。 
これと同じ時期、1846年にカペラの合唱指揮クラスが開かれた。カペラの若い歌手を対象にした器楽クラスとは対照的に、合唱指揮クラスでは外部の社会人が参加することが始まった。合唱指揮クラスの目的は、帝国内の教会合唱がどれも帝室合唱団をモデルとしたものになることだった。合唱指揮クラスと器楽クラスに外部者が加わることは、「政治的に有害な潮流」を防ぐために1907年に中止されるまで続いた。
20世紀初頭までのカペラの音楽監督と教師たちは次の通り。ドミトリー・ボルトニャンスキー、アレクセイ・リヴォフ、ミハイル・グリンカ、ガブリイル・ロマーキン、ステパン・スミルノフ (Степан Александрович Смирнов)、ミリイ・バラキレフ、ニコライ・リムスキー＝コルサコフ、アナトーリ・リャードフ、セルゲイ・リャプノフ、アントン・アレンスキー、ステパン・スモレンスキイ、ニコライ・ケドロフ。
カペラの合唱指揮クラスと器楽クラスの卒業生には、アレクサンドル・アレクサンドロフ、アンドレイ・アノーヒン、パルラディ・ボグダノフ、ヴラディーミル・ドラニシニコフ、アレクサンドル・エゴロフ、ヴァシリー・ゾロタリョフ、ニコライ・イヴァノフ＝ラトケヴィチ、グリゴリー・カザチェンコ、ニコライ・ヴァシリエヴィチ・ミハイロフ、ヨシフ・ネムツェフ、ニコライ・ポノマレンコ、ハープ奏者のニコライ・アモソフ、ニコライ・パルフョーノフ (Николай Гаврилович Парфёнов)、フルート奏者のフョードル・ステパノフがいる。聖歌作曲家のアレクサンドル・アルハンゲルスキーは合唱指揮クラスを修了している。またウクライナの作曲家マイコラ・レオントーヴィッチュは、休暇中に非公式にカペラで学んでいる。正教徒の作曲家金須嘉之進は1891年から1894年にかけてカペラ (帝室附カペーラ声楽院) に学び、リムスキー＝コルサコフに師事している。
1917年の革命の結果、カペラの合唱団は帝室合唱団としての特別の目的を失い、組織を維持し再構築するためのプロジェクトが始まった。新しい現実の中での主な活動は音楽教育とコンサートであった。これは新しいレパートリーの早急な習得と、古いレパートリーの維持という、大きな活動になった。子どもたちはこの活動に耐えられず、1920年から少年合唱団に少女合唱が加わった。カペラの教育部門の活動はコンサート部門の活動とは切り離されるようになった。1923年以降に合唱団に加わった少年少女たちは、追加の要素として時々合唱に参加した。子どもたちのためにカペラの器楽学習コースは残され、その後しばしば名称が変遷した (1924年以降、ペテルブルク労働学校／レニングラードGUBONO／OBLONO; 1935年以降、LENOBULONO 第4中学校) 。従来の合唱指揮クラスは1923年以降、合唱指揮技術学校に生まれ変わった。そこには再び外部の社会人が入学できるようになった。それに加え、カペラの生徒たちは技術学校でも学び続けられるようになった。1930年に技術学校は、独立した教育機関ではなくなり、高等学校として学校に組み込まれた。1917年から1935年の間には指揮者のグリゴリー・ベッズーボフ、パーヴェル・グリゴーロフ (Павел Павлович Григоров)、エリザベータ・クドリャフツェワ、ボリス・ミリューチン、アレクサンドル・ムーリン、アレクサンドル・ニクルーソフ (Александр Емельянович Никлусов)、コンスタンチン・シメオノフ、ホルン奏者のパーヴェル・オレホフ、音楽学者のニコライ・ウスペンスキー、エフゲニー・ムラヴィンスキーが、カペラの教師のもとでプライベートに学んだ。
以前の合唱学校の卒業生は1935年までだった。1936年からは修了年限が9年から10年に延長されたので、その年の卒業生はいなかった。そして同じ年に合唱学校の生徒、教師、施設は、10年制の中等特別音楽学校に再構築された。それによって従来の合唱学校の生徒たちは、次の年以降は別の学校を卒業することになった。当時の卒業生には、作曲家のガリーナ・ウストヴォーリスカヤ、学者のアンナ・ビルケンゴフ (Анна Львовна Биркенгоф) 、指揮者のユーリー・ガマレイ、エフゲニー・ルゴフがいる。
アレクサンドル・スヴェシニコフの努力により、1937年にカペラの学校は再建された。それは児童合唱学校という名称で、最初の年には2クラス (2年と3年) のみ、男子のみが入学できた。学校の少年合唱は独立した演奏団体になり、単独であるいはカペラの成人合唱と共に演奏会を行った。1941年の春には、学校には6つのクラス (1年から6年) があった。レニングラード包囲戦のために、学校は完全に、生徒や教師やカペラの芸術家たちと共に、キーロフ州のアルバシに疎開した。1944年初頭にカペラの児童合唱学校は廃止され、生徒たちはモスクワに移り、そこを拠点にモスクワ合唱学校 (現在のポポフ記念モスクワ合唱アカデミー) が創設された。1937年から1944年まで存続していたカペラの児童合唱学校では、独自の卒業生を出してはいないが、1945年以降のモスクワ合唱学校の卒業生からは、数多の著名な音楽家を輩出した。そこには指揮者のフョードル・コズローフ (Фёдор Михайлович Козлов)、ウラディーミル・ミーニン、アレクサンドル・ユルロフ、作曲家のロスティスラフ・ボイコ、ヴァディム・オトレゾフ (Вадим Александрович Отрезов)、アレクサンドル・フリャルコフスキーがいる。 
1944年、パルラディ・ボグダノフとゲオルギー・ドミトレフスキーの主導と尽力により、生徒を再び失ったカペラの学校は音楽合唱学校として再建された。最初の生徒は以前のカペラ児童合唱学校の生徒で、疎開しなかった子どもたちであり、そこにカペラの教師と芸術家たちが参加した。モスクワ合唱学校からも何人かの生徒がレニングラードに戻ってきた。さらに最初の2年間は、少年だけでなく少女たちも合唱学校へ入学できた (1946年からは少女たちは別の教育機関へ移った) 。

## 現在の活動
1955年以降合唱学校と少年合唱団は独立した組織となった (1986年からはマスタースカヤ通り4番地にある)。

## 合唱学校少年合唱団の芸術監督
- Богданов, Палладий Андреевич (1944年—1955年)
- Козлов, Фёдор Михайлович (1955年—1989年)
- Столповских, Владимир Васильевич (1989年—1991年)
- Беглецов, Владимир Евгеньевич (1991年—2007年)
- Соколов, Дмитрий Евгеньевич (2007年—2008年)
- Грачёв, Василий Васильевич (2008年—2014年)
- Беглецов, Владимир Евгеньевич (2014年から現在)

## 合唱学校の校長
- Свешников, Александр Васильевич (1941年以前)
- Агафонов, Виктор Алексеевич (1941年3月11日から)
- Крупнов, Сергей Дмитриевич (1944年10月28日 — 1945年6月10日)
- Козырева, Зоя Дмитриевна (同年6月10日頃 — 1945年9月26日)
- Хруцкий, Викентий Викентьевич (1945年9月26日 – 1946年4月16日)
- Боровецкий, Владимир Владимирович (1946年4月16日 – 1950年3月6日)
- Лебедев, Дмитрий Николаевич (1950年3月6日 – 1953年9月5日)
- Савейко, Роберт Игнатьевич (1953年9月5日 — 1965年2月19日)
- Козлов, Фёдор Михайлович (1965年8月1日 – 1967年9月15日, 1980年11月21日 – 1982年6月29日)
- Баранов, Владимир Константинович (1967年9月15日 — 1980年11月21日)
- Сухоцкий, Александр Александрович (1982年6月29日 — 1988年8月25日)
- Дзевановский, Сергей Юрьевич (1988年11月1日 — 2012年5月25日)
- Хапров, Виктор Александрович (2012年—2014年)
- Беглецов, Владимир Евгеньевич (2014年から現在)

## 少年合唱団の映像
- 1949年の映画 — Счастливого плавания! (песня Соловьёва-Седова на стихи Николая Глейзарова «Марш нахимовцев»)
- 1959年の映画 — Солнце светит всем (песня Баснера)
- 1967年の映画 — Щит и меч (песня Баснера на стихи Матусовского «С чего начинается Родина»)
- 1972年の映画 — Учитель пения
- 1978年の映画 — Ленинградские соловушки (合唱学校のドキュメンタリー映画)
- 1983年の映画 — Водитель автобуса (песня Баснера на стихи Матусовского «Мы — дети военной поры», не вошедшая в фильм)
- 1987年の映画 — Вскую прискорбно… (プーシキン没後150年記念映画)
- 1989年の映画 — Гласом моим (ボルトニャンスキーについての映画)
- 1989年の映画 — Года моей весны (アレクサンドル・プーシキンについての映画)
- 1990年の映画 — Бакенбарды
- 2007年の映画 — Казнить нельзя помиловать
- 2016年の映画 — Петербургские соловушки (合唱学校のドキュメンタリー映画)

## 合唱学校の出身者

### 指揮者
- Абальян, Борис Георгиевич
- Алексеев, Николай Геннадьевич
- アレクサンドル・アニシモフ
- アンドレイ・アニハーノフ[4]
- Антипин, Валерий Васильевич[5]
- Богданов, Валентин Владимирович
- Борейко, Андрей Викторович
- Борисов, Валерий Владимирович
- セミヨン・ビシュコフ
- ウラディーミル・ヴェルビツキー
- アレクサンドル・ドミトリエフ
- ウラディーミル・ジーヴァ
- Карклин, Владислав Валерьевич (中退)
- ヴァレンティン・コージン
- ドミトリー・キタエンコ
- Колобов, Евгений Владимирович
- Корнев, Николай Николаевич
- Кочановский, Станислав Александрович
- ヤコフ・クライツベルク
- Кротман, Эдуард Евгеньевич
- Кунаев, Николай Иванович
- Левандо, Пётр Петрович[6]
- Легков, Станислав Николаевич
- Лютер, Святослав Робертович
- Лютер, Роберт Эрнстович
- ラヴィル・マルティノフ
- Меликов, Феликс Гасанович
- Нестеров, Валентин Иванович
- Петренко, Андрей Александрович
- ヴァシリー・ペトレンコ
- Пустовалов, Александр Иванович
- Пчёлкин, Вадим Александрович
- Рылов, Владимир Алексеевич
- Скворцов Глеб Игоревич
- Тарарин, Сергей Петрович
- Тепляков, Леонид Митрофанович
- アレクサンドル・ティトフ
- Успенский, Валерий Всеволодович
- Чернов, Александр Николаевич
- Чернушенко, Александр Владиславович
- ヴラディスラフ・チェルヌシェンコ
- Шахмаметьев, Алим Анвярович (中退)

### 作曲家
- Балай, Леонид Петрович
- Броневицкий, Александр Александрович
- Воробьёв, Игорь Станиславович
- Дубравин, Яков Исакович
- Демуцкий, Илья Александрович
- Казановский, Евгений Фёдорович
- Кошеваров, Максим Александрович
- Леонидов, Максим Леонидович
- Мартынов, Николай Авксентьевич
- Отрезов, Вадим Александрович
- Панченко, Владислав Викторович
- Плешак, Виктор Васильевич
- Плешак, Сергей Викторович
- Смирнов, Дмитрий Валентинович
- Драницын, Николай Николаевич

### 歌手
- ヴラディーミル・アトラントフ
- Изотова, Кира Владимировна (中退)
- Мигунов, Пётр Викторович
- Морозов, Александр Викторович
- Мостовой, Станислав Владимирович
- Седов, Денис Борисович
- Штода, Даниил Александрович

### 器楽奏者
- アルカーディ・ヴォロドス (ピアノ、中退)
- Киняев, Олег Владимирович (オルガン)
- Мартынов, Тимур Равилевич (トランペット、中退)
- Некрасов, Максим Валентинович (ハーモニカ)
- Олешев, Евгений Валерьевич (鍵盤楽器)
- Семёнов, Юрий Николаевич (オルガン)
- Талыпин, Олег Евгеньевич (ファゴット、中退)
- Цес, Станислав Гергардович (ホルン、中退)

### 音楽学者
- Горковенко, Александр Александрович